# Río Cedar (Lago Washington)
El río Cedar (nombre en Estados Unidos: Cedar River) es un río que hay en el estado de Washington, Estados Unidos.

## Curso

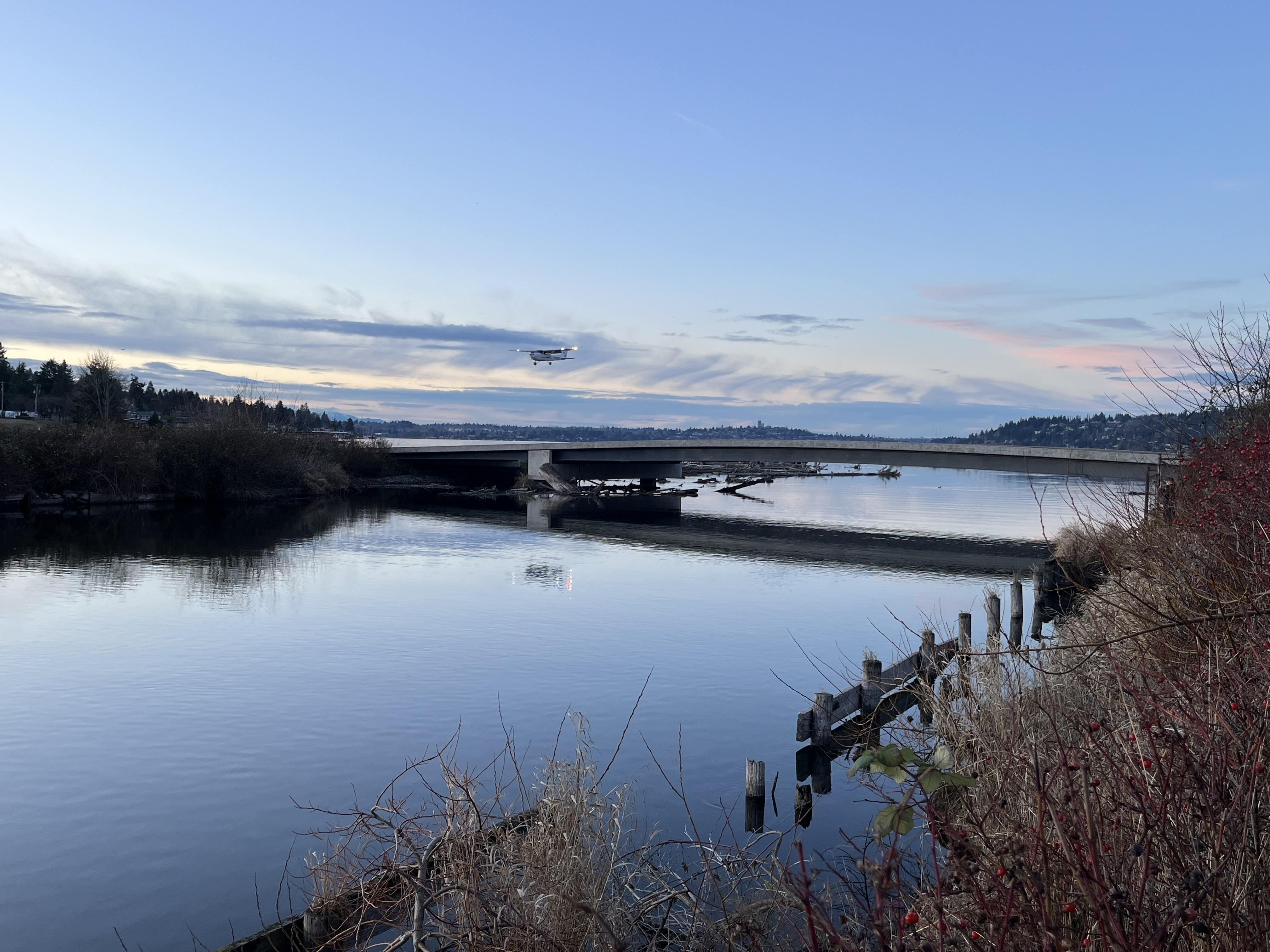
Desembocadura del río Cedar en el lago Washington.

El río nace en la cordillera de las Cascadas cerca de Abiel Peak, Meadow Mountain y Yakima Pass, a lo largo de la línea del condado King y Kittitas. Varias corrientes de cabecera se unen allí en las altas montañas.
Luego el río Cedar fluye generalmente hacia el oeste y fluye primero hacia el suroeste a través del lago natural Chester Morse, que fue encajonado en 1900 como depósito de agua. Luego fluye a través de un lago más pequeño llamado Masonry Pool.
Después fluye hacia el oeste hasta Maple Valley antes de cambiar de rumbo hacia el noroeste haciendo numerosos meandros al respecto. Finalmente, después de 72 km el río desemboca en el extremo sur del lago Washington en Renton.

## Ecología
La cuenca del río Cedar es el hábitat de una gran variedad de vida silvestre. Cuenta con algunos de los mejores hábitats de salmón que quedan en la región, incluidas áreas de desove y cría. En el río viven peces anádromos, como el salmón Chinook, el salmón Coho, el salmón rojo y la trucha Steelhead. Estas especies solían migrar por los ríos Duwamish y Black hasta alcanzar el río Cedar, pero ahora migran a través del Ship Canal y el lago Washington.
También es una fuente de agua esencial para más de un millón de habitantes de Seattle. Esto en parte fue posible, porque el río tiene un sistema de filtración natural, lo que hace que sea uno de los principales sistemas de agua potable del país que no necesita una filtración especialmente fabricada.
A causa del talar de los bosques en la cuenca del río Cedar en el siglo XX y que ya empezó a finales del siglo XIX, el bosque antiguo quedó en 2000 reducido a menos del 17 por ciento del bosque antiguo que antes tuvo y que está compuesto de abetos Douglas y una pequeña cantidad de abetos y cedros. En vez de ello hay ahora bosques de segundo crecimiento.

## Historia
Antes de 1912, el río Cedar no desembocaba en el lago Washington sino en el río Black. En 1911, sin embargo, hubo una gran inundación a lo largo de la parte baja del río Cedar. Esto llevó a que la ciudad de Renton hiciese un canal de desvío para que el río Cedar desembocara en el lago Washington en lugar del río Black. El desvío se completó en 1912.